# Колевирту (Терамо)
Колевирту (итал. Collevirtù) је насеље у Италији у округу Терамо, региону Абруцо.
Према процени из 2011. у насељу је живело 15 становника. Насеље се налази на надморској висини од 537 м.